# 侯刚 (北朝)
侯剛（466年—526年），字乾之，河南郡洛陽县（今河南省洛陽市）人，中国南北朝北魏官员、厨师，羯族。

## 生平
侯剛出身寒微。年少时以善与烹调，可以进膳出入宫中。長大后，任中散。太和末年，从魏孝文帝南征，担任虎威将軍、冗从僕射、嘗食典御。魏宣武帝褒赏他质直，赐他名为“刚”。转任奉車都尉、右中郎将、領刀剑左右，加游击将軍、城門校尉之任。兼典御转任武衛将軍，加位通直散騎常侍。512年（延昌元年），受号右衛将軍。立元詡（魏孝明帝）为皇太子，侯剛以本官兼太子中庶子。
515年（延昌四年），宣武帝驾崩，侯剛和侍中崔光赴東宮，迎立元詡为孝明帝。侯剛担任散騎常侍、衛尉卿，封武陽县開国侯。又为侍中、撫軍将軍、恒州大中正。進位衛将軍，辞任侍中，朝廷不許。进爵为公，加賞散伯。516年（熙平元年），他官位如故，任左衛将軍。
侯剛以射殺羽林之罪被御史中尉元匡弹劾。太和年間以来历二都、三帝、二太后将三十年担任的嘗食典御被解任，加位散騎常侍。519年（神龟二年），清河王元懌推举，担任車騎将軍、領御史中尉。
520年（正光元年），領軍元叉掌握北魏朝廷权力，侯剛長子侯詳是元叉的妹夫，侯剛引为侍中、左衛将軍，再兼嘗食典御，作为元叉的党羽活動。加任車騎大将軍、領左右，恢复以前的削封。521年（正光二年），加儀同三司。523年（正光四年），再兼任御史中尉。侯剛请求把封邑俸粟給軍人为饷，孝明帝同意。525年（孝昌元年）元叉解任領軍，侯剛以他官任領軍。車騎大将軍、儀同三司如故，出为散騎常侍、冀州刺史。526年（孝昌二年），元叉被殺，以侯剛为元叉的党羽問罪，降为征虜将軍，剥奪官爵。三月十一日，在洛陽中練里之邸去世。享年六十一岁。永安年間，追贈司徒公。

## 子
- 侯詳（担任奉朝請、通直散騎侍郎、冠軍将軍、主衣都統，正光年間为燕州刺史、後将軍、司徒左長史、領嘗药典御、燕州大中正，東魏興和年間官至驃騎将軍、殷州刺史，娶元叉妹）
- 侯淵[4]（迎娶長孫稚之女为妻）

## 注
1. ↑  《魏書》、《北史》记载侯剛祖先是代郡人，定籍河南洛陽，墓誌作上谷居庸人。
2. ↑  嘗食典御是宮中食品統括官员。
3. ↑  《魏書·肃宗紀》记载，加官儀同三司在正光二年十一月癸丑，墓誌记载在正光三年。
4. ↑  不是《魏書·卷80》记载的侯淵。

## 延伸阅读
[在维基数据编辑]
 《魏書·卷93》，出自魏收《魏书》
 《北史·卷092》，出自李延壽《北史》